# Argus (slak)
Argus is een geslacht van weekdieren uit de klasse van de Gastropoda (slakken).

## Synoniemen
- Argus indicus O'Donoghue, 1932 => Sebadoris nubilosa (Pease, 1871)
- Argus laminea (Risbec, 1928) => Discodoris laminea (Risbec, 1928)